# Габриэльссон, Эва
Эва Катарина Габриэльссон (швед. Eva Katarina Gabrielsson, род. 17 ноября 1953 года, Вестерботтен, Швеция) — шведская писательница, общественная активистка, феминистка и вдова журналиста и автора трилогии «Миллениум» Стига Ларссона.

## Биография
Габриэльссон и Стиг Ларссон прожили вместе с 1974 года до смерти последнего в 2004. Ларссон был одним из ведущих экспертов и исследователей шведского экстремизма, расизма и неонацизма. Супруга популярного писателя говорила, что их брак никогда не был официально зарегистрирован, так как Ларссон опасался, что его антифашистская позиция в работах может подвергнуть Эву опасности, если их будут связывать законные отношения и общая собственность. Учитывая это, а также, что её муж не оставил завещания, после внезапной смерти Ларссона всё наследство перешло к его брату и отцу, Йоакиму и Эрлонду Ларссонам, согласно шведскому законодательству. Сам автор успешной трилогии, выросший с бабушкой и дедушкой на севере Швеции, мало общался со своими отцом и братом. «Это как если бы меня не существовало. Как быть обездоленным», — прокомментировала Габриэльссон в интервью в 2010 году.

## Права на «Миллениум»
Спустя некоторое время между вдовой и его отцом и братом начались споры за литературное наследие Ларссона. Родственники предложили ей около 3 миллионов долларов, но она продолжила бороться и, в конечном счёте, проиграла дело.
Она раскритиковала продолжение «Миллениума» её мужа, назвав выбор Давида Лагеркранца в качестве автора «полным идиотизмом».

## Творчество
Габриэльссон опубликовала мемуары под названием «Миллениум. Стиг и я». В книге рассказывается о её совместной жизни с Ларссоном, их общей работе над трилогией, а также о поездке в Африку в 1977 году.